# 朱軒嬁
朱 軒嬁（しゅ けんとう、万暦26年10月19日〈1598年11月17日〉 - 万暦27年6月13日〈1599年8月3日〉）は、明の万暦帝の第9皇女。

## 経歴
万暦帝と李徳嬪の三女として生まれた。万暦26年10月19日（1598年11月17日）に生まれ、翌年正月に名を賜られたが、同年6月13日（1599年8月3日）に夭折した。香山公主の位を追贈され、洪達嶺に葬られた。

## 伝記資料
- 『国榷』
- 『明神宗実録』万暦二十六年巻